# Orquídia de la granota
L'orquídia de la granota (Coeloglossum viride) és una espècie botànica d'orquídies de la subfamília Orchidoideae de la família Orchidaceae estretament relacionades amb el gènere Dactylorhiza en el qual estaven incloses anteriorment. És l'espècie d'orquídia amb un àmbit de distribució més extens, es troba per tot l'hemisferi Nord temperat, arribant fins a Islàndia i Groenlàndia. És d'hàbits terrestres i disposa de tubercles.

## Hàbitat
Aquestes orquídies es troben distribuïdes al llarg de la zona sub-àrtica i la part temperada de l'hemisferi Nord: a Europa, des d'Escandinàvia al nord d'Àfrica; fins i tot a Madeira, Islàndia, Oest d'Àsia, Nord d'Àsia, els Himalàies, Nord-amèrica i també a Alaska.

## Descripció
Aquestes orquídies terrestres es desenvolupen en sòls bàsics i prats humits, llindars de boscos i en àrees d'arbreda esclarissada. Compten amb tubercles geòfits, és a dir tiges gruixudes subterrànies on poden emmagatzemar gran quantitat d'aigua, que els permeten sobreviure en condicions de sequera.
Mostren grans fulles ovoides o oblongues que canvien a lanceolades en la part superior a prop de l'àpex. Desenvolupen una tija curta que aconsegueix una altura de 3-4 dm. Les fulles de la part superior són més petites que les fulles més baixes a la tija.
La inflorescència, és una espiga cilíndrica, amb unes 5-25 flors petites amb fragància. Aquestes es desenvolupen a partir d'unes gemmes axil·lars. Els colors predominants són gradacions del verd. Floreixen a la fi de primavera o a l'estiu.
El seu sistema de pol·linització és normalment entomògam, però en estar desproveïdes de nèctar han de recórrer al mateix mecanisme d'atracció que presenten altres orquídies, com és el cas del gènere Orchis, que per a atreure als pol·linitzadors les flors han d'adquirir l'aparença de flors nectaríferes.